# Mélanie René
Mélanie René (Genf, 1990. szeptember 1. –) mauritiusi származású svájci énekesnő, dalszerző. Ő képviselte Svájcot a 2015-ös Eurovíziós Dalfesztiválon, Bécsben a Time to Shine című dalával. Az elődöntőben 4 pontot gyűjtött, így a 17. helyezést érte el, és ezért nem sikerült bejutnia a döntőbe.